# Nuahine Tessera
La Nuahine Tessera è una struttura geologica della superficie di Venere.